# Мнджоян Єгія Левонович
Єгія Левонович Мнджоя́н (нар. 7 жовтня 1917, Александрополь — пом. 23 січня 1997) — радянський вчений в галузі хімії і технології коньячного виробництва, доктор біологічних наук з 1973 року.

## Біографія
Народився 7 жовтня 1917 року в Александрополі (тепер Ґюмрі, Вірменія). Брав участь у Другій світовій війні. Член ВКП(б) з 1945 року. Закінчив хімічний факультет Єреванського державного університету. У 1945—1970 роках — на науково-дослідній, викладацькій та керівній роботі. З 1970 року завідувач відділу науки і навчальних закладів Ради Міністрів Вірменської РСР, одночасно керівник проблемної лабораторії Єреванського коньячного заводу.
Нагороджений двома орденами «Знак Пошани».
Помер 23 січня 1997 року.

## Наукова діяльність
Розробив нові технологічні прийоми приготування коньячних виноматеріалів, вивчав вплив хімічного складу виноматеріалів, сорти винограду, дріжджових осадків, автолізатів, системи перегінних апаратів на склад і якість коньячних спиртів. Розробив нові технологічні способи обробки деревини дуба і витримки коньячних спиртів, що дозволяють прискорити процес дозрівання і підвищення якості коньячного спирту. Автор понад 80 наукових робіт і 12 авторських свідоцтв на винаходи. Серед робіт:
- Влияние нового способа обработки древесины дуба на качество коньяка. — Виноделие и виноградарство СССР, 1981, № 5 (у співавторстві);
- Супероксиддисмутазная активность медного компонента коньячных спиртов. — Докл. АН Армения, 1983, т. 76, № 5 (у співавторстві).